# 坂本貴史
坂本 貴史（さかもと たかし、1989年2月16日 - ）は、日本の競輪選手。日本競輪学校（当時。以下、競輪学校）第94期生。日本競輪選手会青森支部に所属。青森県八戸市出身。

## 経歴
ホームバンクは八戸自転車競技場。坂本勉（競輪学校57期）は実父であり師匠。四人兄弟の長男であり、弟（次男）の坂本周輝（100期）、末弟（四男）の坂本紘規（117期）も、ともに同じく青森支部所属の競輪選手。また、幻のモスクワオリンピック日本代表の一人であった元競輪選手の坂本典男（51期）は伯父で、典男の子息すなわち貴史の従兄弟である坂本昌宏（91期）、昌宏の弟の坂本周作（105期）もともに同じく青森支部所属の競輪選手と、競輪一家の環境で育つ。
青森県立八戸工業高等学校時代、2006年のアジア自転車競技選手権大会ジュニア部門・1kmタイムトライアル3位。
2007年、競輪学校第94期生として同校入学。
2008年7月12日、小田原競輪場でデビューし、1着。
2009年、全日本自転車競技選手権大会（以下、全日本選手権。境川自転車競技場）で三冠達成。
- 1kmタイムトライアル 優勝
- ケイリン 優勝
- チームスプリント 優勝（+ 脇本雄太、深谷知広）

2010年上期（1月 - 6月）にS級2班に昇進。父・勉とともにS級在籍者となった。なお、父子S級同時在籍は史上2例目。また同年のオールスター競輪でGI初出場を果たしたが、勉も同年同大会に出場しており、史上初の父子同年同一GI出場例となった。
2012年
- 全日本プロ選手権自転車競技大会・1㎞タイムトライアル 優勝
- 全日本選手権
  - チームスプリント 優勝（+ 稲毛健太、河端朋之）
  - 1㎞TT 2位

- トラックワールドカップ
  - カリ大会のチームスプリントで2位（+ 稲毛健太、河端朋之）
  - グラスゴー大会・ケイリンで3位

2013年
- 第33回アジア自転車競技選手権大会
  - チームスプリント 3位